# Zijiang M99
O Zijiang M99 é um fuzil antimaterial semiautomático introduzido pela primeira vez em 2005. Desde então, ele tem sido usado pela Marinha e pelo Corpo de Fuzileiros Navais do Exército de Libertação Popular em operações antipirataria no Golfo de Adem e foi visto nas mãos de vários grupos rebeldes envolvidos na Guerra Civil Síria.

## Visão geral
O Type 99 é um fuzil antimaterial leve de 12,7x108 mm, de pressão direta, operado a gás. Possui um grande freio de boca para auxiliar na mitigação do recuo produzido por seu cartucho. Um teste de 2006 conduzido pelo Exército do Paquistão indicou que o fuzil é capaz de atingir precisão de 1,6 minutos de arco com a munição de precisão apropriada. Pensa-se que a aquisição do M99 pelas forças rebeldes na Síria tenha sido intermediada através do Qatar ou do Sudão.

## Variantes
- M99-II: Variante de 12,7x99mm NATO.[4][5]
- M06: Variante bullpup alimentada por carregador tipo tambor.[4]

## Operadores
- China: Marinha do Exército de Libertação Popular[4] e Corpo de Fuzileiros Navais do Exército de Libertação Popular[4][6]
- Curdistão iraquiano[2]
- Myanmar - Exército de Myanmar - Divisão de atiradores de elite e unidades em batalhões de infantaria leve[7]
- Catar[8]
- Sudão - Forças Armadas do Sudão[9]

### Operadores não estatais
- Exército Livre da Síria[1]
- Estado Islâmico[10]
- Exército Unido do Estado Wa[11]